# This Here is Bobby Timmons
Albums de Bobby Timmons
— Soul Time
(1960)
This Here is Bobby Timmons est le premier album studio du pianiste Bobby Timmons, enregistré en 1960 et paru sur le label Riverside. Timmons est accompagné par Sam Jones à la contrebasse et Jimmy Cobb à la batterie. Il y interprète neuf standards dont quatre compositions personnelles.

## Historique
À la fin des années 1950, Bobby Timmons a participé à deux des formations les plus importantes du style hard bop, les Jazz Messengers du batteur Art Blakey et le quintet du saxophoniste Cannonball Adderley. Le pianiste reprend sur son premier album les compositions qui ont été des succès dans ces deux groupes. Sur cet enregistrement le pianiste affirme son jeu, établissant son style ancré dans le blues et le gospel tout en étant très funky.

### Enregistrements
Les morceaux sont enregistrés le 13 et le 14 janvier 1960 au Reeves Sound Studios à New York. L'album d'origine paraît sur le label Riverside au format vinyle (ref. 12-317).

### Musiciens
| Musicien      | Instrument  | Titre     |  | Équipe technique |                  |
| ------------- | ----------- | --------- |  | ---------------- | ---------------- |
| Bobby Timmons | piano       | 1-9       |  | Orrin Keepnews   | producteur       |
| Sam Jones     | contrebasse | 1, 2, 4-9 |  | Jack Higgins     | ingénieur du son |
| Jimmy Cobb    | batterie    | 1, 2, 4-9 |  | Paul Bacon       | couverture       |

## Morceaux
Pour ce premier enregistrement Timmons interprète quatre compositions personnelles dont les célèbres Moanin’, This Here et Dat Dere et des standards de jazz. Timmons interprète le morceau Lush Life en solo.
| N°     | Titre                   | Compositeur                  | Durée |
| ------ | ----------------------- | ---------------------------- | ----- |
| Face 1 |                         |                              |       |
| 1.     | This Here               | Bobby Timmons                | 3:31  |
| 2.     | Moanin'                 | Bobby Timmons                | 5:06  |
| 3.     | Lush Life               | Billy Strayhorn              | 2:27  |
| 4.     | The Party's Over        | Jule Styne                   | 4:11  |
| 5.     | Prelude to a Kiss       | Duke Ellington               | 3:22  |
| Face 2 |                         |                              |       |
| 6.     | Dat Dere                | Bobby Timmons                | 5:22  |
| 7.     | My Funny Valentine      | Richard Rodgers, Lorenz Hart | 5:06  |
| 8.     | Come Rain or Come Shine | Harold Arlen, Johnny Mercer  | 4:30  |
| 9.     | Joy Ride                | Bobby Timmons                | 3:58  |

## Réception
Sur AllMusic, l'auteur et critique de jazz Scott Yanow écrit à propos cet enregistrement que Timmons « est à cette période au sommet de sa créativité. De la musique indispensable ».